# Weinbau in Südafrika

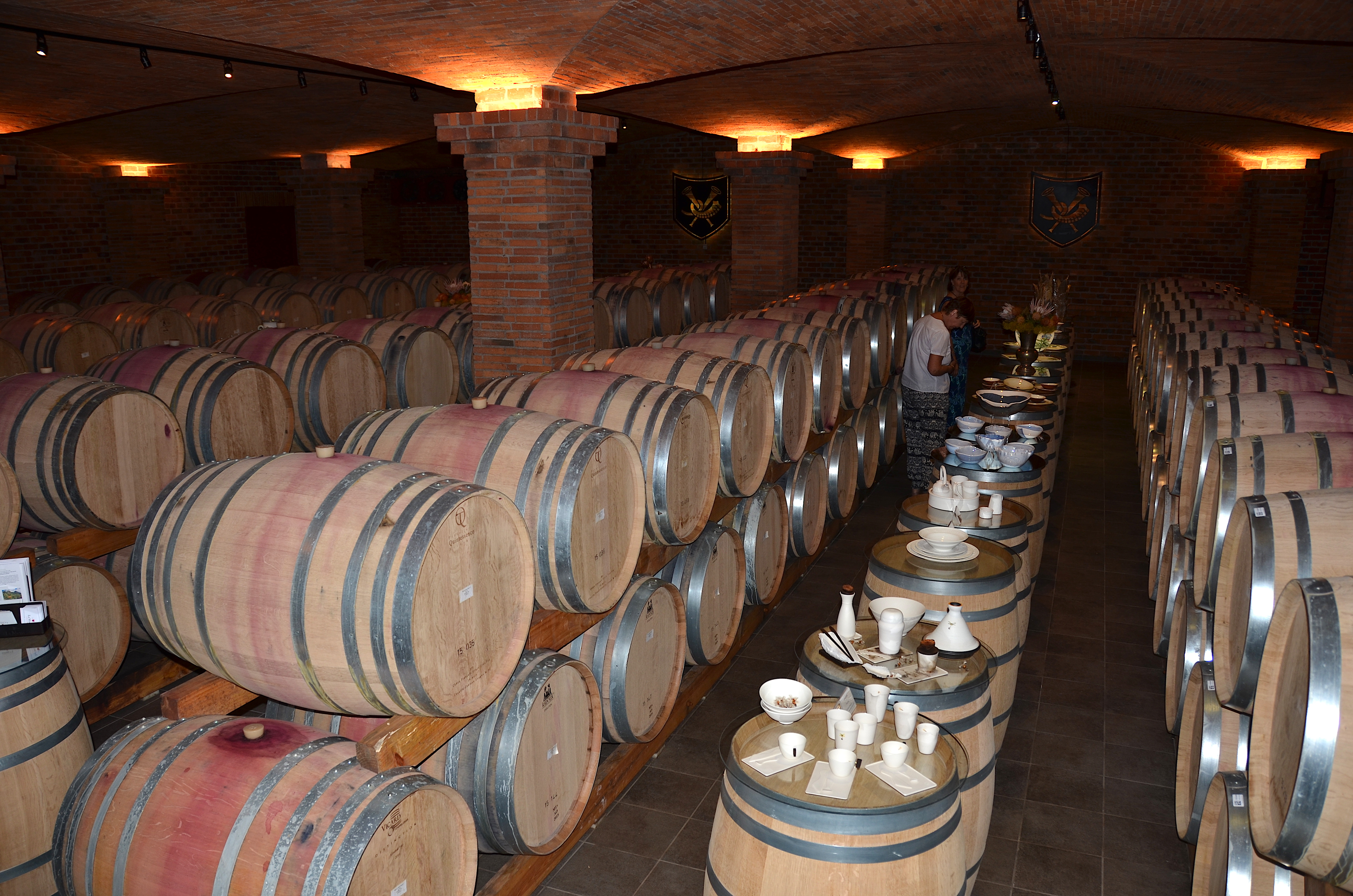
Weinkeller von La Motte (Weingut)

Der Weinbau in Südafrika ist ein wichtiger Wirtschaftsfaktor in Südafrika. Er wird seit dem 17. Jahrhundert betrieben. In Mitteleuropa wurden südafrikanische Weine erst am Ende der 1980er Jahre populär, da Südafrika vorher wegen der Apartheidpolitik Handelsbeschränkungen unterworfen war. Heutzutage zählt Deutschland, wo die Preise bei ca. 5 € pro Liter (Stand: 2021) starten, zu den größten Importeuren dieser Weine weltweit. Südafrika produziert jährlich rund 1157 Millionen Liter Wein (Stand 2013), davon werden 517 Millionen Liter exportiert. 2013 lag Südafrika auf Rang 9 der Weinexportländer. Dies entspricht etwa 2,7 Prozent der weltweiten Weinproduktion. 3323 Traubenanbauer beliefern die 564 Kellereien, 60 Genossenschaften und 21 produzierende Großhändler (2013). Die Anbaufläche beträgt rund 100.000 Hektar. Schätzungen zufolge beschäftigt der Weinbau einschließlich Tourismus rund 275.000 Arbeitnehmer. Die Weinbaugebiete liegen im Süden des Landes, fast ausschließlich in der Provinz Westkap. Sie sind selten mehr als 50 Kilometer von der Küste entfernt. In den Küstenregionen des Westkaps profitiert der Weinbau von der kühlenden Wirkung des Benguelastroms.

## Geschichte

### Die Frühzeit

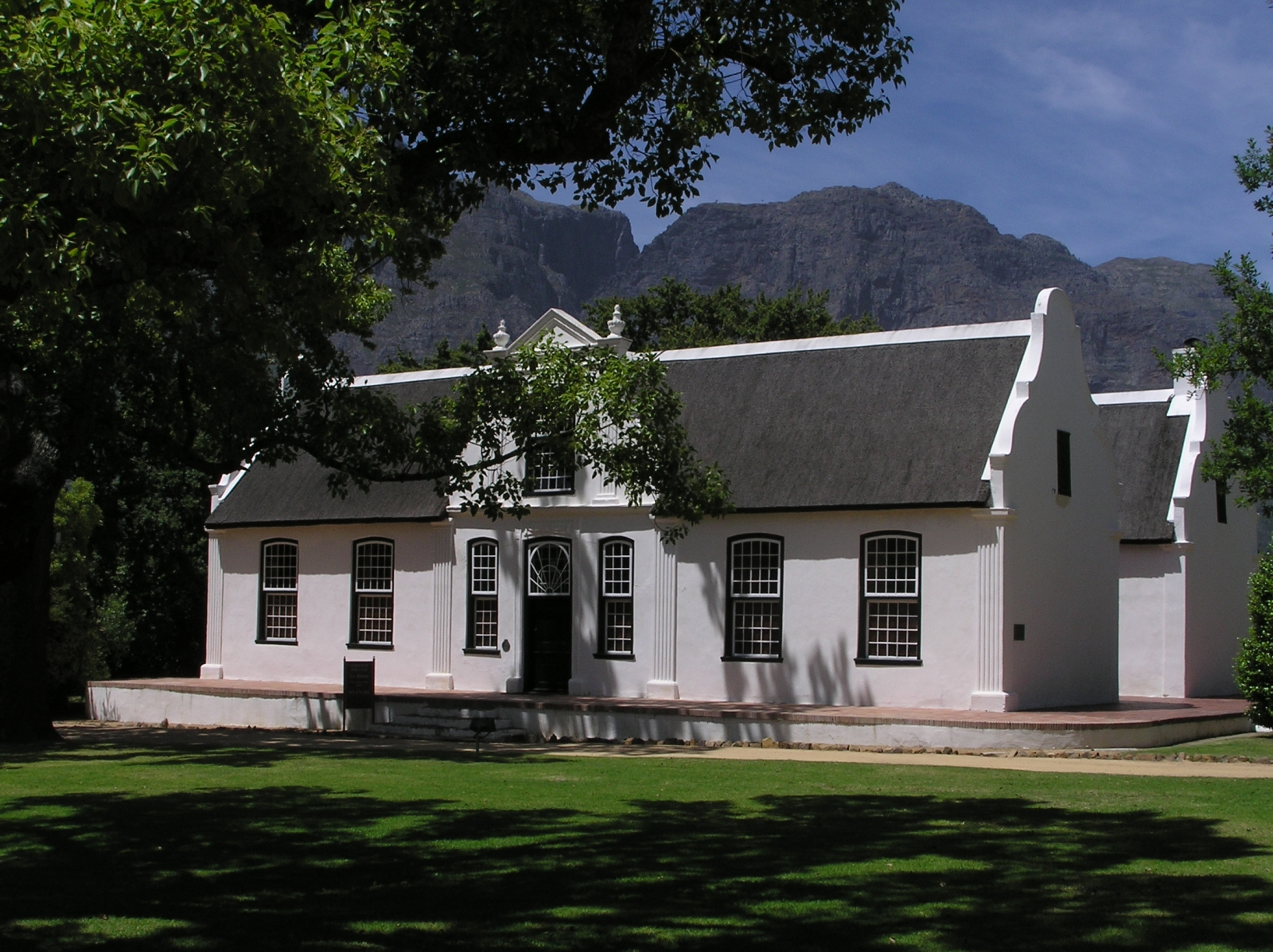
Weingut Boschendal

Der Weinbau in Südafrika begann 1652 mit der Ankunft von Jan van Riebeeck bei Kapstadt. Seine Mission im Auftrag der Vereenigde Oostindische Compagnie (VOC) bestand im Errichten einer Proviantstation auf Route von Europa nach Indien. Bei seiner Ankunft bemerkte er das mediterrane Klima und beschloss, Rebsorten aus Europa zu importieren. Er wusste, dass Wein auf langen Seereisen haltbarer als Süßwasser in Fässern ist und ebenfalls positiv auf den Verlauf der Krankheit Skorbut wirkt. 1655 pflanzte er erste Weinreben, und am 2. Februar 1659 wurde in Südafrika der erste Wein gekeltert. Van Riebeeck forderte die Bauern der Region um Kapstadt auf, Reben anzupflanzen. Aufgrund der Unerfahrenheit der dortigen Menschen misslang dies anfangs häufig.
Die Ankunft von 150 französischen Hugenotten zwischen 1680 und 1690 belebte den Weinbau erheblich. Heute existieren aus dieser Zeit unter anderem noch die Weingüter Boschendal und Annandale Wines oder weitere in der Region Tulbagh mit repräsentativen Häusern im kapholländischen Stil.
1679 wurde van Riebeeck durch Simon van der Stel ersetzt. Dieser war nicht nur Weinliebhaber, sondern hatte profunde Kenntnisse im Weinbau. Er legte auf seiner Farm das 750 Hektar große Weingut Constantia an und gründete die Siedlung Stellenbosch. Nach dem Tod von van der Stel im Jahr 1712 wurde sein Gut in drei Einheiten aufgeteilt: Groot Constantia, Klein Constantia und Bergvliet. Groot Constantia wurde in der Folgezeit im Jahr 1778 von der Familie Cloete erworben, die auf ihrem Gut ein Produkt von Weltruf erzeugten, den Constantia. Die dortigen Dessertweine wurden in Europas Aristokratie sehr geschätzt.

### Die Zeit von 1700 bis 1890
Das 18. Jahrhundert war noch eine Lernphase. Erste Exportversuche wurden in den etablierten europäischen Weinnationen nur ungern gesehen. Bestraft wurde Südafrika damit, dass aus Europa nicht genug Fässer importiert werden konnten. Dies führte zu einer Mangelsituation an Fässern. Manche Bauern verwendeten sogar Fässer, die vormals zur Lagerung von gepökeltem Fleisch gedient hatten. Andere Weinbauern nutzen jedoch diese Zeit, um ausreichende Erfahrungen mit verschiedenen Rebsorten und deren Eignung in unterschiedlichen Regionen zu machen.
Die erste Hälfte des 19. Jahrhunderts brachte dem Weinbau eine erste Blütezeit. Die britische Besetzung sowie der Umstand des zu dieser Zeit ausgetragenen Konflikts zwischen dem Vereinigten Königreich und Frankreich eröffneten dem südafrikanischen Wein neue Märkte. In diesen 50 Jahren verzehnfachte sich die Produktion auf rund 45.000 Hektoliter. Nachdem das Vereinigte Königreich und Frankreich den Konflikt beigelegt hatten und die Regierung unter William Ewart Gladstone die Vorzugszölle für das Empire aufgehoben hatte, brach der Markt 1861 zusammen.
Um 1880 wurden 1886 zahlreiche Rebgärten von der Reblaus befallen. Besonders stark waren Weinbaukulturen im Drakenstein Valley um Paarl betroffen, die als solche nicht mehr betrieben und häufig durch Obstbaukulturen ersetzt wurden. Insgesamt war dieser Wirtschaftszweig gegen Ende des 19. Jahrhunderts von rückläufigen Tendenzen gekennzeichnet. Eine Trendwende für den Weinbau ergab sich jedoch durch die Entdeckung der Diamantenlagerstätten im Norden der Kapkolonie und die Aufnahme des Goldbergbaus am Witwatersrand. Diese Entwicklung zog eine große Zahl vorwiegend europäischer Einwanderer in diese Bergbauregionen, weshalb die Nachfrage nach binnenländischen Landwirtschaftsprodukten sprunghaft anstieg.

### Der Weinbau Südafrikas im 20. Jahrhundert
Cecil Rhodes in seiner Eigenschaft als Unternehmer erwarb mit Erlösen aus seinen Bergbauunternehmen 29 Farmen in den Regionen um Tulbagh, Wellington und Franschhoek. Daraus ging die Gründung seiner Firma Rhodes Fruit Farms Ltd. hervor, mit der er Weingüter aufkaufte und sie in Obstplantagen verwandelte. Die Ergebnisse der Landwirtschaft entwickelte sich nach 1900 insgesamt stetig positiv, die nicht einmal durch den Zweiten Burenkrieg und Ersten Weltkrieg wesentliche Beeinträchtigungen erfuhren.
Die Phase der Unsicherheit für den Weinbau wurde 1918 von Charles Kohler durch die Gründung der Ko-operatiewe Wijnbouwers Vereniging van Zuid-Afrika (abgekürzt KWV) beendet. Die Marketingbemühungen konnten gebündelt werden, den Weinbauern ein gesichertes Einkommen gewährt und die Produktion reglementiert werden.
1925 wurde die autochthone Rebsorte Pinotage entwickelt; der erste entsprechend etikettierte Wein wurde 1961 auf den Markt gebracht.
In der Folgezeit machte die KWV die Herstellung von Brandy und aufgespriteten Weinen im Portwein-Stil zu ihrem Hauptanliegen. Die Märkte waren sehr beschränkt, da Südafrika aufgrund seiner Apartheidpolitik wirtschaftlich teilweise isoliert war. Dies änderte sich erst Mitte der 1980er Jahre, als die Einfuhrbeschränkungen für Rebenstecklinge gelockert wurden.
Mit dieser Lockerung wurde der Weinbau in Südafrika neu definiert, da jetzt international bekannte Rebsorten wie Chardonnay oder die Rotweinreben nach dem Vorbild von Bordeaux-Weinen angepflanzt werden konnten. In der Folge wurde die Rebfläche zwar kaum verändert, aber die bestehenden Rebanlagen wurden zu Teilen durch qualitativ hochwertige Sorten neu bestockt. 1997 wurde die KWV von ihrer Befugnis zur Reglementierung der Produktion entbunden; die Winzer konnten sich nun frei entfalten. Seit 1998 nimmt die Rebfläche im Mittel um rund 3.000 Hektar pro Jahr zu. 2011 betrug die Anbaufläche rund 102.000 Hektar. 2010 wurden 389 Millionen Liter Wein exportiert.
Der Weinbau in Südafrika war lange geprägt durch den Einsatz von Sklaven und die Ausbeutung der Landarbeiter zur Zeit der Apartheid. Seit 1944 verbreitete sich das prison labour system (deutsch etwa: „System der Gefängnisarbeit“). Die Farmer bezahlten den Bau von regional, nach wirtschaftlichen Gesichtspunkten verteilten Gefängnissen und konnten sich im Gegenzug unter den nichteuropäischstämmigen Insassen zur Gewinnung von billigen Arbeitskräfte frei bedienen. In den Regionen um Paarl und Stellenbosch errichteten die Farmunternehmen ab 1955 mindestens fünf solcher Gefängnisse. Diese Praxis wurde vom Ministerium für Haftanstalten unterstützt und leitete sich aus den Arbeitsergebnissen der 1943 eingerichteten Lansdown Commission ab, bei der es eigentlich um den Einsatz und die Löhne der schwarzen Arbeitskräfte im Goldbergbau ging.
Bis in die Gegenwart werden die niedrigen Löhne und schlechten Lebensbedingungen der meist schwarzen Angestellten kritisiert. Die Dokumentation Bitter Grapes – Slavery in the Vineyards (etwa: „Bittere Trauben – Sklaverei in den Weinbergen“) des dänischen Filmemachers Tom Heinemann führte auch zu Reaktionen in Südafrika.

## Klima und Geographie

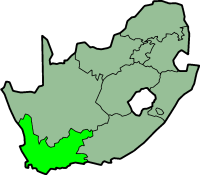
Lage der Provinz Westkap in Südafrika

Die Weinbaugebiete Südafrikas liegen zwischen dem 31. und 34. südlichen Breitengrad, in der Nähe des südlichen Wendekreises. Eigentlich ist diese geographische Zone für den Weinbau zu warm. In südwestlicher Küstennähe wird jedoch der Einfluss einer kühlen Meeresströmung, die von der Antarktis kommt, deutlich spürbar. Dieser Meeresstrom heißt Benguelastrom.
Durch seine Wirkung entsteht in den Weinbaugebieten, die sich überwiegend in der Provinz Westkap befinden, ein gemäßigtes maritimes Klima, das hervorragend für den Anbau von Qualitätsweinen geeignet ist.
Der Zeitpunkt der Weinlese liegt zwischen Februar und April.

## Qualitätsweinpolitik
Südafrika hat ein auf Appellationen aufgebautes Qualitätsweinsystem aufgebaut, das Wine of Origin (WO)-System, das 1973 eingeführt wurde. Bei diesem System geht man davon aus, dass die Qualität des Weins sowohl durch den Standort des Weinbergs als auch durch den Winzer (Wahl der Rebsorte, Weinbautechnik, Arbeit im Weinberg) bestimmt wird. Das Regelwerk des Wine of Origin greift daher in diese Parameter ein und das Siegel oben auf der Flasche garantiert die Angaben zu Herkunft, Rebsorte(n) und Jahrgang. Die Überwachung des Regelwerks sowie die Zertifizierung der Weine obliegt dem Wine and Spirit Board.
Ein anderer regionaler Begriff ist Estate Wine. Diese Bezeichnung garantiert, dass der Wein auf einem registrierten Weingut angebaut und hergestellt wurde – was im Allgemeinen ein Zeichen von Qualität ist.
Der Begriff Cap Classique oder auch Methode Cap Classique wurde 1992 in Südafrika zur Bezeichnung des nach Champagnermethode (Methode Champenoise) hergestellten lokalen Schaumweins eingeführt.

### Herkunftsgebiet
Geographisch wurde die Weinbaufläche in fünf Einheiten unterschiedlicher Größe aufgeteilt:
1. Die Einzellage, die nicht größer als fünf Hektar sein darf
2. Der Verbund mehrerer aneinander grenzender Weinbaubetriebe
3. Der Bezirk, hier ward genannt. Die im ward zusammengefassten Lagen weisen einen gemeinsamen Nenner in Bezug auf den Boden sowie mikroklimatische Bedingungen auf, sodass die Weine einen regionalspezifischen Geschmack aufweisen.
4. Der Distrikt
5. Die Weinbauregion

### Zugelassene Rebsorten
Im Rahmen der Qualitätspolitik sind nur die folgenden Rebsorten zugelassen: Alicante Bouschet, Auxerrois, Barbera, Bukettraube, Cabernet Franc, Cabernet Sauvignon, Carignan, Chardonnay, Chenel, Chenin Blanc (Steen), Cinsault, Clairette Blanche, Colombard, Cornifesto Tinto, Fernão Pires, Furmint, Gamay, Gewürztraminer, Grachen, Grenache, Grenache Blanc, Hárslevelű, Kerner, Malbec, Merlot, Meunier (Pinot Meunier), Morio-Muskat, Mourvèdre (Mataro), Müller-Thurgau, Muscat d’Alexandrie (hier Hanepoot genannt), Muscat blanc à petits grains (hier noch oft fälschlich Muscat de Frontignan genannt), Muscat de Hambourg, Muskat-Ottonel, Nebbiolo, Palomino (White French/Fransdruif), Petit Verdot (Verdot), Pinotage, Pinot Blanc (Weissburgunder), Pinot Gris (Pinot Grigio), Pinot Noir, Pontac (Teinturier male), Riesling (Cape Riesling/Kaapse Riesling/Crouchen), Roobernet, Roussanne, Ruby Cabernet, Sangiovese, Sauvignon Blanc (Blanc Fumé), Schönburger, Sémillon (Groendruif), Shiraz (Syrah), Souzão, Sultana (Sultanina/Thompson Seedless), Sylvaner, Tannat, Tempranillo (Tinta Roriz), Therona Riesling, Tinta Barroca, Tinta Francisca, Touriga Francesca, Touriga Nacional, Ugni blanc (Trebbiano), Verdelho, Viognier und Zinfandel (Primitivo).
Wenn auf dem Flaschenetikett der Name der Rebsorte angegeben ist, musste der Wein bis Ende 2005 zumindest 75 Prozent Wein dieser Rebsorte enthalten. Dieser Prozentsatz stieg am 1. Januar 2006 auf 85 Prozent.

### Jahrgangsangaben
Nur vom Wine and Spirit Board (Wyn en Spiritusraad) zertifizierte Weine dürfen eine Jahrgangsangabe auf dem Etikett machen. Bei Angabe des Jahrgangs muss mindestens 75 Prozent des in der Flasche enthaltenen Weines aus dem besagten Jahr stammen. Am 1. Januar 2006 wurde der Anteil auf 85 Prozent angehoben.

## Rebsortenspiegel

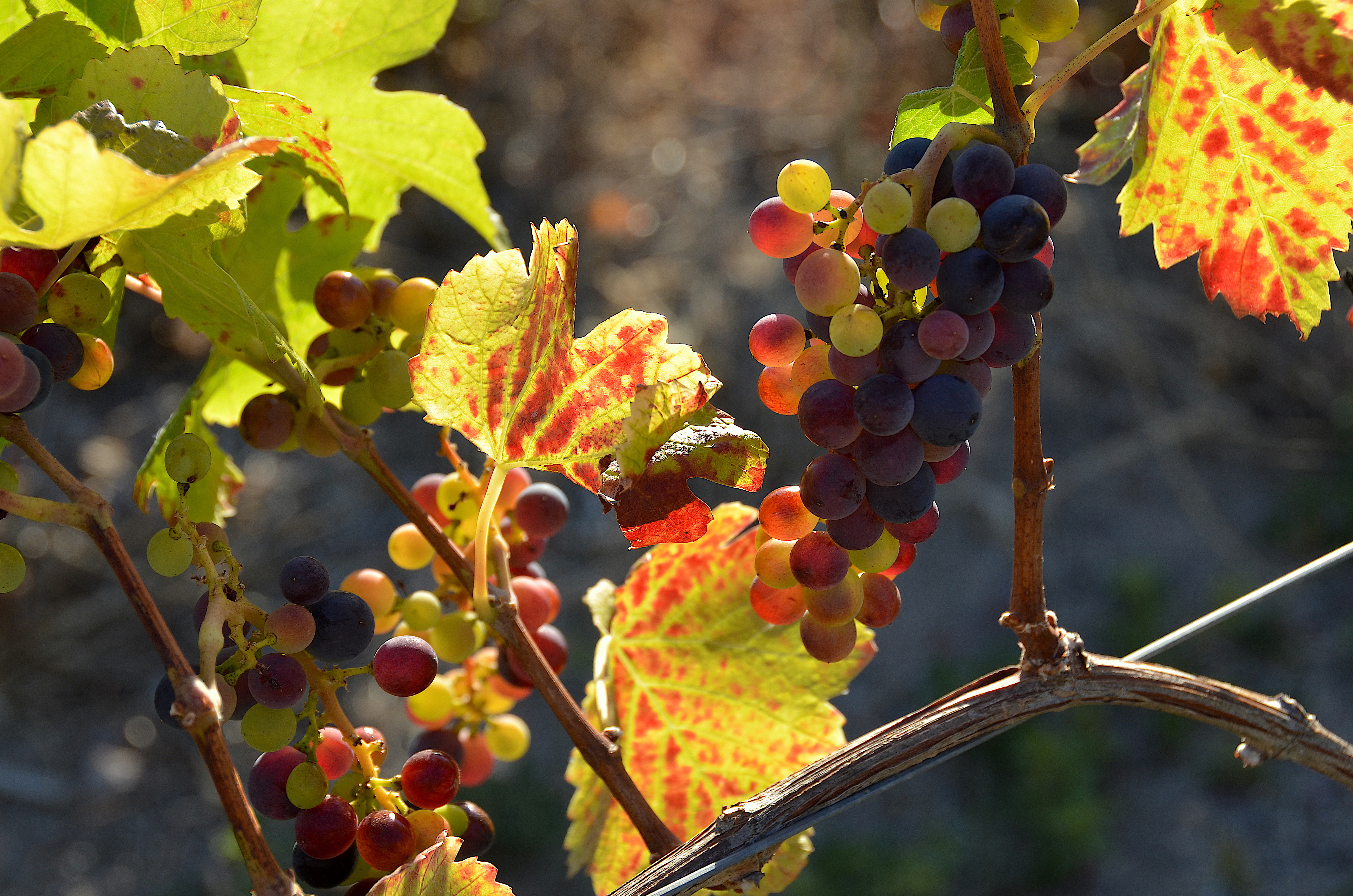
Weinrebe in Franschhoek

Auf weiße Rebsorten entfallen rund 55,8 Prozent (Stand 2007) des Rebbestands in Südafrika. Seit vielen Jahren besteht ein eindeutiger Trend weg vom Weißwein und hin zum Rotwein. In den letzten 15 Jahren stieg der Rotweinanteil von 16 Prozent auf jetzt 44,2 Prozent, wenngleich das jetzige Verhältnis von Rot/Weiß bereits seit fünf Jahren Bestand hat (Stand 2008).
Weiße Rebsorten:
- Chenin Blanc (19.161 ha bestockte Fläche; Stand 2007), Tendenz fallend, obwohl seit dem Jahr 2005 eine Stagnation festgestellt wird
- Sultana (= Thompson Seedless) (9.958 ha). Sultana wird sowohl als Tafeltraube sowie als Keltertraube verwendet.
- Colombard (11.849 ha)
- Sauvignon Blanc (8.872 ha), Tendenz stark steigend
- Chardonnay (8.230 ha), Tendenz steigend
- Hanepoot (2.427 ha), so heißt hier die Muscat d’Alexandrie. Tendenz stark fallend
- Sémillon (1.129 ha), Tendenz steigend
- Cape Riesling (982 ha), Tendenz stark fallend
- Viognier (822 ha)[11]
- Riesling (240 ha), Tendenz fallend
- andere weiße Rebsorten (ca. 3.200 ha)

Rote Rebsorten:
- Cabernet Sauvignon (13.006 ha), die Rebfläche stagniert auf hohem Niveau
- Shiraz (9.856 ha), Tendenz stark steigend
- Pinotage (6.139 ha), Tendenz fallend
- Merlot (6.719 ha), Tendenz stabil
- Cinsault (2.412 ha), Tendenz fallend
- Ruby Cabernet (2.469 ha), Tendenz stabil
- Cabernet Franc (1.019 ha), Tendenz stark steigend
- Pinot Noir (648 ha), Tendenz steigend
- Malbec (über 400 ha)
- andere rote Rebsorten (2.370 ha), Tendenz steigend

## Weinbauregionen
Südafrika ist aus Sicht des Weinbaus in der Provinz Westkap in fünf Regionen aufgeteilt. Diese Regionen teilen sich in 26 Distrikte, die Distrikte in insgesamt 88 Bezirke (hier wards genannt; nicht mit statistischen Gebietseinheiten zu verwechseln) auf, wobei einige Bezirke keinem Distrikt und einige Distrikte keiner Region angehören.
In der Provinz Nordkap gibt es drei Distrikte und sieben Bezirke, im Ostkap einen Bezirk, in der Provinz Kwazulu-Natal zwei Distrikte in der Provinz Freestate einen Bezirk und einen Bezirk im Großraum Johannesburg.

### Weinbauregion Breede River Valley
- Distrikt Breedekloof mit den Bezirken Goudini, Slanghoek
- Distrikt Robertson mit den Bezirken Agterkliphoogte, Ashton, Boesmansrivier, Bonnievale, Eilandia, Goedemoed, Goree, Goudmyn, Hoopsrivier, Klaasvoogds, Le Chasseur, McGregor, Vinkrivier, Zandrivier
- Distrikt Worcester mit den Bezirken Hex River Valley, Nuy, Scherpenheuvel, Stettyn

### Weinbauregion Klein Karoo (Little Karoo)
- Distrikt Calitzdorp mit dem Bezirk Groenfontein
- Distrikt Langeberg-Garcia
- Bezirke Cango Valley, Koo Plateau, Montagu, Outeniqua, Tradouw, Tradouw Highlands, Upper Langkloof. Diese Bezirke sind keinem Distrikt zugeordnet.

### Weinbauregion Coastal Region

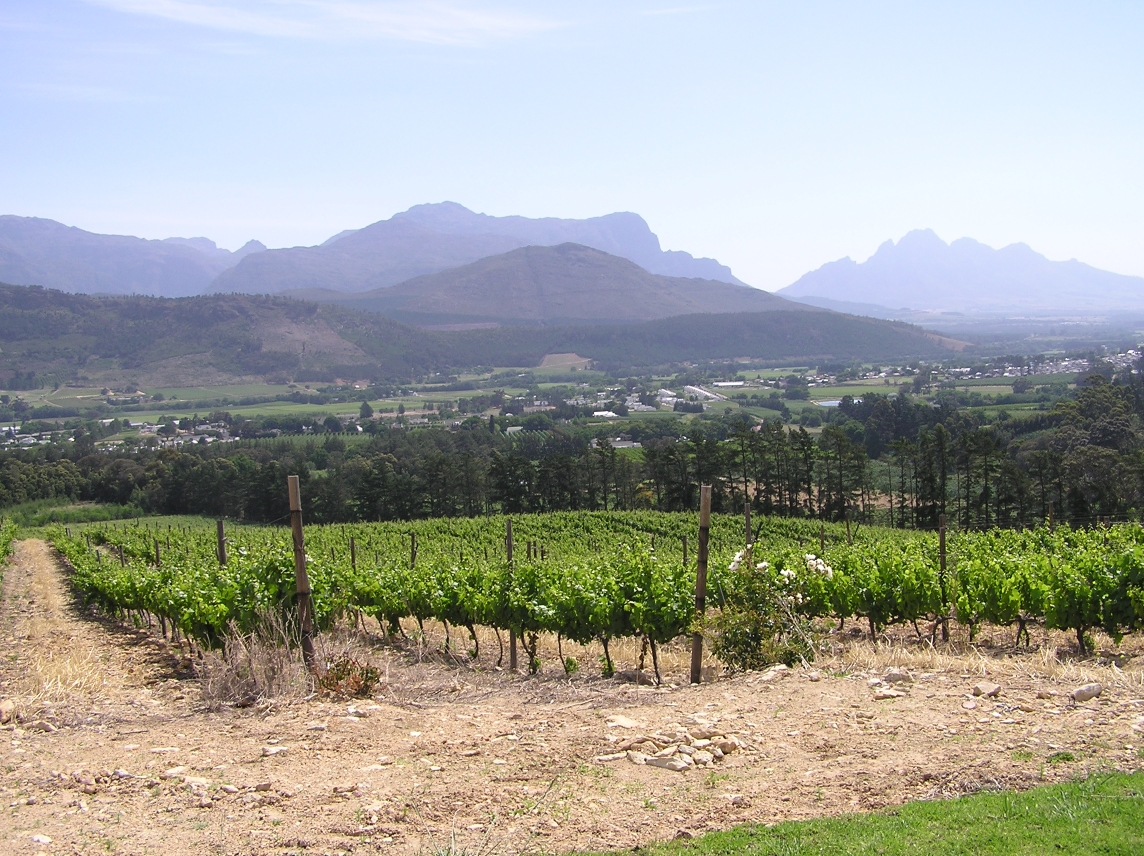
Franschhoek Valley

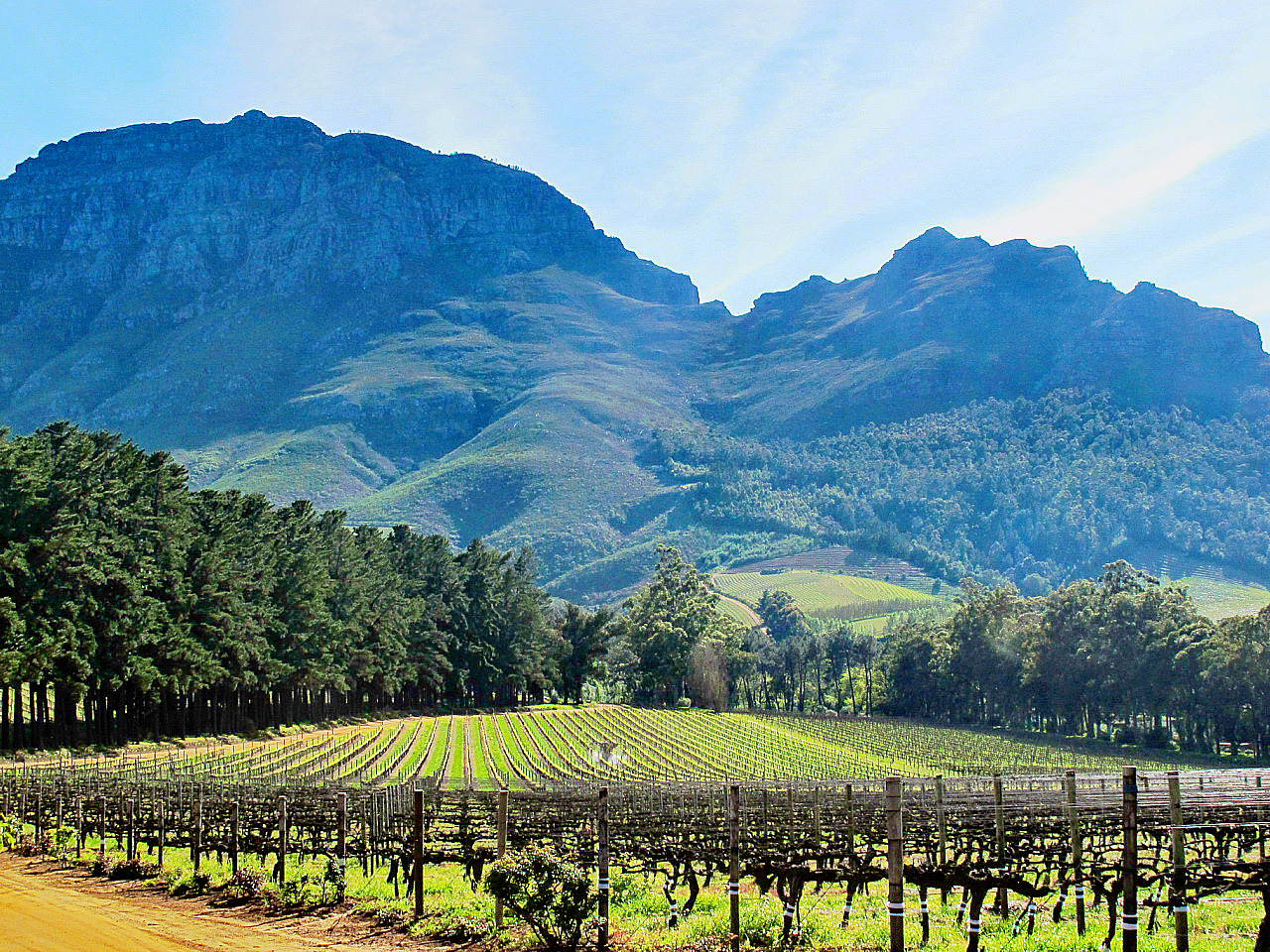
Weinreben bei Stellenbosch

- Distrikt Cape Town mit den Bezirken Constantia, Durbanville, Hout Bay, Philadelphia
- Distrikt Darling mit dem Bezirk Groenekloof
- Distrikt Franschhoek / Franschhoek Valley
- Distrikt Lutzville Valley mit dem Bezirk Koekenaap
- Distrikt Paarl mit den Bezirken Agter-Paarl, Simonsberg-Paarl und Voor-Paardeberg
- Distrikt Stellenbosch mit den Bezirken Banghoek, Bottelary, Devon Valley, Jonkershoek Valley, Papegaaiberg, Polkadraai Hills, Simonsberg-Stellenbosch, Vlottenburg
- Distrikt Swartland mit den Bezirken Malmesbury, Paardeberg/Perdeberg, Paardeberg South, Piket-Bo-Berg, Porseleinberg, Riebeekberg, Riebeeksrivier, St Helena Bay
- Distrikt Tulbagh
- Distrikt Wellington mit den Bezirken Blouvlei, Bovlei, Groenberg, Limietberg, Mid-Berg River
- Bezirke Bamboes Bay, Lamberts Bay. Diese Bezirke sind keinem Distrikt zugeordnet.

### Weinbauregion Olifants River
- Distrikt Citrusdal Mountain und dem Bezirk Piekenierskloof
- Distrikt Citrusdal Valley
- Bezirke Spruitdrift, Vredendal. Diese Bezirke sind keinem Distrikt zugeordnet.

### Weinbauregion Cape South Coast
- Distrikt Cape Agulhas mit dem Bezirk Elim
- Distrikt Elgin
- Distrikt Lower Duivenhoks Riiver
- Distrikt Overberg mit den Bezirken Elandskloof/Kaaimansgat, Greyton, Klein River, Theewater
- Distrikt Plettenberg Bay
- Distrikt Swellendam mit den Bezirken Buffeljags, Malgas, Stormsvlei
- Distrikt Walker Bay mit den Bezirken Bot River, Hemel-en-arde Ridge, Hemel-en-arde Valley, Sunday’s Glen, Springfontein Rim, Stanford Foothills, Upper hemel-en-aarde Valley
- Bezirke Herbertsdale, Napier, Still Bay East. Diese Bezirke sind keinem Distrikt zugeordnet.

### Distrikte und Bezirke, die keiner Region zugeordnet sind (Westkap)
- Distrikt Ceres Plateau mit dem Bezirk Ceres
- Distrikt Prince Albert mit den Bezirken Kweekvalley, Prince Albert Valley, Swartberg
- Bezirke Nieuwoudtville, Cederberg, Leipoldtville-Sandveld. Diese Bezirke sind keinem Distrikt zugeordnet.

### Distrikte und Bezirke, die keiner Region zugeordnet sind (Nordkap)
- Distrikt Douglas
- Distrikt Sutherland-Karoo
- Distrikt Central Orange River mit den Bezirken Groblershoop, Grootdrink, Kakamas, Keimoes, Upington
- Bezirke Hartswater, Prieska. Diese Bezirke sind keinem Distrikt zugeordnet.

### Distrikte und Bezirke, die keiner Region zugeordnet sind (Ostkap)
- Bezirk St Francis Bay. Dieser Bezirk ist keinem Distrikt zugeordnet.

### Distrikte und Bezirke, die keiner Region zugeordnet sind (Kwazulu-Natal)
- Distrikt Central Drakensberg
- Distrikt Lions River

### Distrikte und Bezirke, die keiner Region zugeordnet sind (Freestate)
- Bezirk Rietrivier FS. Dieser Bezirk ist keinem Distrikt zugeordnet.

### Distrikte und Bezirke, die keiner Region zugeordnet sind (Greater Johannesburg)
- Bezirk Lanseria. Dieser Bezirk ist keinem Distrikt zugeordnet.

## Wirtschaftliche Faktoren
Da südafrikanischer Wein international an Bedeutung gewonnen hat, wuchsen meist die Exportzahlen. Die bekanntesten Exportsorten sind der Chenin Blanc, der Chardonnay und der Cabernet Sauvignon. Im Jahr 2007 wurden insgesamt 312 Millionen Liter Wein exportiert. Dies entsprach 42,8 Prozent der produzierten Menge.
In den Jahren 2018 und 2019 (statist. Zeitraum jeweils von Februar bis Januar des Folgejahres) gingen 414,6 Mio. Liter bzw. 314,6 Mio. Liter (Flaschenabfüllung und Massengut) in den Export.
Im Jahr 2007 beliefen sich die geschätzten Staatseinnahmen von Südafrika, die über die Mehrwertsteuer sowie Akzisesteuern von Wein und Branntwein eingetrieben wurden, auf 3,27 Milliarden Rand (damals umgerechnet rund 350 Millionen Euro). Die Einkommensteuern der rund 340.000 im Weinbau tätigen Arbeitnehmer sind dabei nicht berücksichtigt.
Die Erlöse der Weinbauern sind von zahlreichen Faktoren abhängig. Durch das stark gestiegene Weinangebot anderer nicht-europäischer Länder und den zeitweise gestiegenen Kurs des Rand verschlechterten sich die Bedingungen für die südafrikanischen Winzer zwischen 2008 und 2010 deutlich. Seither ist der Rand jedoch stark gefallen.